# Trophée Mario-Deguise
Pour les articles homonymes, voir Deguise.
Le trophée Mario-Deguise est un trophée de hockey sur glace du Québec. Le trophée est remis chaque année au vainqueur de la division Ouest dans la Ligue de hockey semi-professionnelle du Québec entre 1996-1997 et 2003-2004. À la suite de cette saison, la ligue ne compte plus qu'une seule division, le trophée est donc supprimé.

## Récipiendaires du trophée
| Saison    | Vainqueur                 |
| --------- | ------------------------- |
| 1996-1997 | Blizzard de Saint-Gabriel |
| 1997-1998 | Blizzard de Saint-Gabriel |
| 1998-1999 | Blizzard de Joliette      |
| 1999-2000 | Rapides de LaSalle        |
| 2000-2001 | Mission de Joliette       |
| 2001-2002 | Dragons de Verdun         |
| 2002-2003 | Cousin de Saint-Hyacinthe |
| 2003-2004 | Dragons de Verdun         |